# Alice Grandchamp
Alice Grandchamp ist eine ehemalige Schweizer Tischtennis-Nationalspielerin. In den 1940er und 1950er Jahren gehörte sie zu den besten Spielerinnen des Landes.

## Werdegang
Zwischen 1946 und 1958 gewann Alice Grandchamp 19 Titel bei den Nationalen Schweizer Meisterschaften: Viermal im Einzel, siebenmal im Doppel und achtmal im Mixed. Sie nahm an der Weltmeisterschaft 1947 teil und wurde hier mit der Damenmannschaft Fünfter. In den Individualwettbewerben kam sie dabei jedoch nicht in die Nähe von Medaillenrängen.

## Turnierergebnisse
| Verband | Veranstaltung     | Jahr | Ort   | Land | Einzel    | Doppel    | Mixed         | Team |
| ------- | ----------------- | ---- | ----- | ---- | --------- | --------- | ------------- | ---- |
| SUI     | Weltmeisterschaft | 1947 | Paris | FRA  | letzte 64 | letzte 16 | Viertelfinale | 5    |